# Tronfølger (tronarving)
 Denne artikel omhandler overvejende eller alene danske forhold. Hjælp gerne med at gøre artiklen mere almen.
En tronfølger er en betegnelse for den person, der ifølge den fastlagte tronfølgeordning i et arveligt monarki er den nærmeste arveberettigede til at efterfølge den siddende monark på tronen. Som monarkens formodede efterfølger indtager tronfølgeren ofte en fremtrædende stilling i forhold til de øvrige personer i tronfølgen. I de fleste monarkier har tronfølgeren endvidere en særlig titel.
Betegnelsen tronfølger er et kønsneutralt udtryk. Den benyttes endvidere om den første i arvefølgen, uafhængigt af om denne er den direkte arving, hvor personen ikke kan rykke ned i tronfølgen, fordi der bliver født en nærmere arving til tronen (som f.eks. kronprins Frederik er det), eller vedkommende er præsumptiv tronarving, hvor personen kan rykke ned i tronfølgen, hvis der bliver født en nærmere arving til tronen (som f.eks. arveprins Knud var det i 1947-53).

## Grundloven
Da grundloven blev underskrevet i 1849 havde kong Frederik 7. ingen sønner, og Danmark havde dermed ikke nogen kronprins. Kongens farbror (arveprins Ferdinand) var den nærmeste tronarving i 1848 – juni 1863. Derfor valgte grundlovsfædrene at kalde den nærmeste tronarving for tronfølger.

## Kejserriger, kongeriger og sultanater
Kronprins er en titel, der gives til den ældste søn af en konge, regerende dronning, kejser eller sultan. 
I lande, hvor en ældre søster har arveret foran evt. yngre brødre (f.eks. i Sverige, Belgien og Holland), kan kongens ældste datter tildeles titlen kronprinsesse. De fleste kronprinsesser har fået titlen, fordi de er gemalinder til landets kronprins. 
I en dansk sammenhæng findes titlen kronprins ikke i grundloven, men efter sædvane kan kongen eller den regerende dronning tildele sin ældste søn titlen.

## Andre stater
I et fyrstendømme (f.eks. Liechtenstein og Monaco) kaldes tronfølgeren for arveprins.
I et hertugdømme kaldes kaldes tronfølgeren for arvehertug. Tilsvarende kaldes tronfølgeren i et storhertugdømme (f.eks. Luxembourg) for arvestorhertug.
I de tidligere kurfyrstendømmer kaldtes tronfølgeren for kurprins.

## Danske tronfølgere, der ikke var kronprinser
Siden 1660 nedstammer alle tronfølgere fra Frederik 3. Han forudsættes her som "første generation" i forhold til nedenstående oversigt over tronfølgere (eller førstearvinger til tronen, som det også kan kaldes), hans søn (den senere Christian 5.) kaldes derfor anden generation og så fremdeles (navne angivet med fed skrift angiver de tronfølgere, der rent faktisk blev monarker over Danmark).
Tre tronfølgere har haft titlen arveprins. Deres ældre brødre har været regerende konger, men de er aldrig selv kommet på tronen.
Oldenborgerne
- 1670-1671 Prins Jørgen (senere engelsk prinsgemal) (2. generation), søn af Frederik 3. af Danmark-Norge.
- 1747-1749 Prinsesse Sophie Magdalene (1771-1792: Dronning af Sverige) (6. generation), datter af kong Frederik 5. af Danmark-Norge.
- 1766-1768 Arveprins Frederik (6. generation), bror til Christian 7. og søn af kong Frederik 5. af Danmark-Norge.
- 1808-1839 Prins Christian Frederik (7. generation), konge af Norge i 1814, dansk konge som Christian 8. i 1839 – 1848, søn af Arveprins Frederik.
- 1848-1863 Arveprins Ferdinand (7. generation), bror til Christian 8. og søn af Arveprins Frederik.

Glücksborgerne
- 1863-1863 Prins Christian af Lyksborg (8. generation), konge i 1863 – 1906 som Christian 9. af Danmark.
- 1947-1953 Prins Knud (11. generation), titulær arveprins fra 1953, bror til Frederik 9. og søn af Christian 10..
- 1953-1972 tronfølgeren, prinsesse Margrethe (12. generation), datter af Frederik 9., regerende dansk dronning fra 1972-2024
- 1972-2024 Frederik af Danmark (13. generation), søn af Margrethe 2., regerende dansk konge fra 2024

Tronfølge planlagt til 14. januar 2024.

## Nuværende tronfølgere (udvalgte)
- Belgien: Elisabeth af Belgien (født 2001), hertuginde af Brabant siden 21. juli 2013.
- Brunei: Al-Muhtadee Billah (født 1974), kronprins siden sin fødsel, søn af sultan Hassanal Bolkiah.
- Danmark: Christian af Danmark (født 2005), kronprins siden 2024, greve af Monpezat fra 10. april 2008.
- Japan: Fumihito af Japan, (født 1965), arveprins siden 2019.
- Liechtenstein: Alois af Liechtenstein (født 1968), arveprins siden 1989, prinsregent (tysk: Stellvertreter des Fürsten) fra 2004.
- Luxembourg: Guillaume af Luxembourg (født 1981), arvestorhertug siden år 2000.
- Monaco: Jacques af Monaco (født 2014), arveprins siden sin fødsel, søn af fyrste Albert 2. af Monaco.
- Holland: Catharina-Amalia af Nederlandene (født 2003), fyrstinde (prinsesse) af Oranje siden 2013.
- Norge: Kronprins Haakon Magnus af Norge (født 1973), kronprins siden 1991.
- Saudi-Arabien: Muhammed bin Nayef (født 1959), tronfølger siden 2015, sønnesøn af kong Abdul Aziz af Saudi-Arabien.
- Spanien: Leonor af Spanien (født 2005), fyrstinde af Asturien (princesa de Asturias) siden 19. juni 2014.
- Storbritannien: William, Prins af Wales (født 1982), tronfølger og hertug af Cornwall siden 8.september 2022, fyrste (prins) af Wales fra 9.september 2022.
- Sverige: Kronprinsesse Victoria af Sverige (født 1977), tronfølger siden 1. januar 1980, hertuginde af Västergötland fra 9. januar 1980.